# Felicie Rotter
Felicie Rotter (* 10. Juni 1916 in Gmunden/Oberösterreich; † 28. Dezember 1982 in Salzburg) war eine österreichische Schriftstellerin.

## Leben
Rotter war die Tochter des Schriftstellers Julius Pupp und der Schriftstellerin Geraldine Erben. Sie lebte seit 1947 in Salzburg. 1967 erhielt sie zusammen mit Franz Braumann den Georg-Trakl-Förderungspreis für Lyrik.
Sie war Mitglied des Österreichischen P.E.N.-Clubs.

## Würdigungen
- 1967 Georg-Trakl-Förderungspreis für Lyrik

## Werke
- Der Andere. Roman eines Heimkehrers. Kremayr & Scheriau, Wien 1953.
- Das Blutsiegel. Roman. Buchgemeinschaft Donauland, Wien 1957.
- Schnee und Nüsse. Gedichte. Bergland Verlag, Wien 1960.
- Illustrationen zu: Josef Weinheber: Onkel Mond. Pallas, Salzburg 1951.

## Hörspiele
(Quelle: Ö1-Hörspieldatenbank)
- 1960: Gesang der Hermen – Regie: Ernst Schönwiese (Hörspiel – ORF Wien)
- 1969: Licht auf den Flügeln der Schwalbe – Regie: Ferry Bauer (Hörspiel – ORF Oberösterreich)